# Ebba de Laval
Ebba Carolina Christina de Laval, född 16 februari 1851 i Säters stadsförsamling, död 24 januari 1944 i Stockholm, var en svensk skolledare. 

## Biografi
Ebba de Laval föddes 1851 i Säter. Hon var dotter till kommissionslantmätare Georg de Laval och Augusta Levin. de Laval avlade avgångsexamen vid Högre lärarinneseminariet i Stockholm 2 juni 1877. Hon var föreståndare för högre elementarläroverket för flickor i Umeå 1881–1889, för elementarläroverket för flickor i Söderhamn 1889–1896 och därefter för högre elementarläroverket för flickor i Strömstad. de Laval är begravd på Kämparvets kyrkogård i Falun.